# Matteo Librizzi
Matteo Librizzi (Varese, 6 aprile 2002) è un cestista italiano.

## Carriera

### Club
Dopo gli inizi nel minibasket nella Robur et Fides Varese si trasferisce alla Pallacanestro Varese con cui compie tutta la trafila nel settore giovanile. Nella stagione 2021-2022 gioca in doppio tesseramento con Robur et Fides Varese in Serie B. Con l'arrivo di coach Johan Roijakkers sulla panchina della Pallacanestro Varese conquista stabilmente un posto in quintetto base.
Ha disputato le finali nazionali Under-19 a Ragusa nel giugno 2022; lì ha dichiarato che la sua famiglia è originaria di Castellana Sicula. Il 26 giugno 2022 firma un contratto pluriennale con la società biancorossa.
Il 10 novembre 2024 è protagonista e MVP del match vinto dalla sua Pallacanestro Varese di cui è anche capitano con ben 28 punti e ben 9 assist.
Il 5 giugno 2025 Pallacanestro Varese è lieta di annunciare il prolungamento del contratto di Matteo Librizzi, capitano e simbolo della squadra, che vestirà la maglia biancorossa fino al termine della stagione 2027-2028. 

### Nazionale
Viene convocato dall'Italia under 20 per i campionati europei di categoria del 2022 disputando sette gare da capitano della squadra.

## Palmarès

### Giovanili
- Next Gen Cup: 1

Varese: 2021-22